# الشعب (جريدة مصرية)
جريدة الشعب كانت تصدر بلسان حزب العمل المصري وتم حظر نشر هذه الصحيفة من جهة السلطات المصرية بحجة الصراع الداخلي على رئاسة الحزب. ويُصدر الحزب الآن «جريدة الشعب الجديد».

## وصلات خارجية
- موقع جريدة الشعب
- إغلاق جريدة الشعب: تسعة أعوام من التعسف وإهدار أحكام القضاء: ورقة موقف من الشبكة العربية لمعلومات حقوق الإنسان حول إغلاق جريدة الشعب الناطقة بلسان حزب العمل، منذ عام 2000.، الشبكة العربية لمعلومات حقوق الإنسان، سبتمبر 2009